# Henri Alloul
 (mars 2023).
Si vous disposez d'ouvrages ou d'articles de référence ou si vous connaissez des sites web de qualité traitant du thème abordé ici, merci de compléter l'article en donnant les références utiles à sa vérifiabilité et en les liant à la section « Notes et références ».
Henri Alloul est un physicien scientifique français spécialisé dans la physique de la matière condensée, la supraconductivité et le magnétisme.

## Biographie
Henri Alloul est né le 4 novembre 1942 au Maroc. Après des études à l'École polytechnique, il est embauché au CNRS où il se spécialise dans le domaine de la physique de la matière condensée. Directeur de recherche émérite au CNRS, il a mené l'essentiel de sa carrière au Laboratoire de physique des solides de l'université Paris-Saclay où il a animé une équipe de recherche sur les propriétés quantiques des solides.
Il est nommé professeur à l'École polytechnique en 1996, et dirige le Laboratoire des solides irradiés du CEA et de l'École polytechnique de 1995 à 1999.
Il a étudié les verres de spin, les alliages dilués, l'effet Kondo, les cuprates supraconducteurs, les fullerènes, et de nouvelles familles de supraconducteurs. Son travail expérimental repose sur l'utilisation de la résonance magnétique nucléaire mais aussi des techniques de transport électrique et de magnétisme. Il a notamment été en 1989 l'un des premiers découvreurs de la phase de pseudogap. Il est également reconnu pour ses travaux sur l'effet des impuretés dans les supraconducteurs à haute température critique (RMP).

## Distinctions
Henri Alloul est lauréat du Grand Prix de l'Académie des Sciences « science et innovation » obtenu en 2012 pour « sa contribution dans le domaine des fermions fortement corrélés, le creuset des nouveaux états fondamentaux dans les systèmes électroniques. »
Il est « fellow » de l’American Physical Society depuis 2007 et chevalier des Palmes académiques en 2001.

## Publications
- Henri Alloul, Physique des électrons dans les solides, Palaiseau, les Éditions de l’École Polytechnique, 2007, 276 p. (ISBN 978-2730214117 et 2730214119, lire en ligne).